# Ramil' Jusupov
Ramil' Jusupov (in russo Рамиль Юсупов?; 25 novembre 1979) è un ex giocatore di calcio a 5 kazako.

## Carriera
Con la nazionale maschile di calcio a 5 del Kazakistan ha disputato il FIFA Futsal World Championship 2000 in cui la selezione centrasiatica è stata eliminata nel girone del primo turno comprendente Brasile, Portogallo e Guatemala.